# 균형 분해

균형 분해

균형 분해(均衡分解, 영어: homolysis 또는 homolytic fission)는 화학에서 화합물이 분해될 때 화학 결합을 이루고 있는 전자가 양쪽 화합물로 하나씩 넘어가는 걸 의미한다. 한 화학종이 전자를 모두 갖는 건 불균형 분해(heterolysis)라고 한다.

## 같이 보기
- 불균형 분해
- 결합 절단